# أرماندو توريس
أرماندو توريس (بالإسبانية: Armando Torres)‏ مواليد 10 يناير 1981 في مدينة مكسيكو، هو ملاكم محترف مكسيكي يصنف ضمن فئة وزن الذبابة.

## إحصائيات
خاض خلال مسيرته 24 نزالا، فاز في 16 ولم يتعادل وخسر في 8. فاز بالضربة القاضية في 11 نزالا.

## روابط خارجية
- أرماندو توريس على موقع بوكس ريك (الإنجليزية) (registration required)